# 에이라쿠촌
에이라쿠촌(일본어: 永楽村)은 일본 군마현 오라군에 설치되었던 촌이다.